# Hermelange
Hermelange é uma comuna francesa na região administrativa de Grande Leste, no departamento de Mosela. Estende-se por uma área de 2,58 km². Em 2010 a comuna tinha 225 habitantes (densidade: 87,2 hab./km²).